# Daniello Bartoli

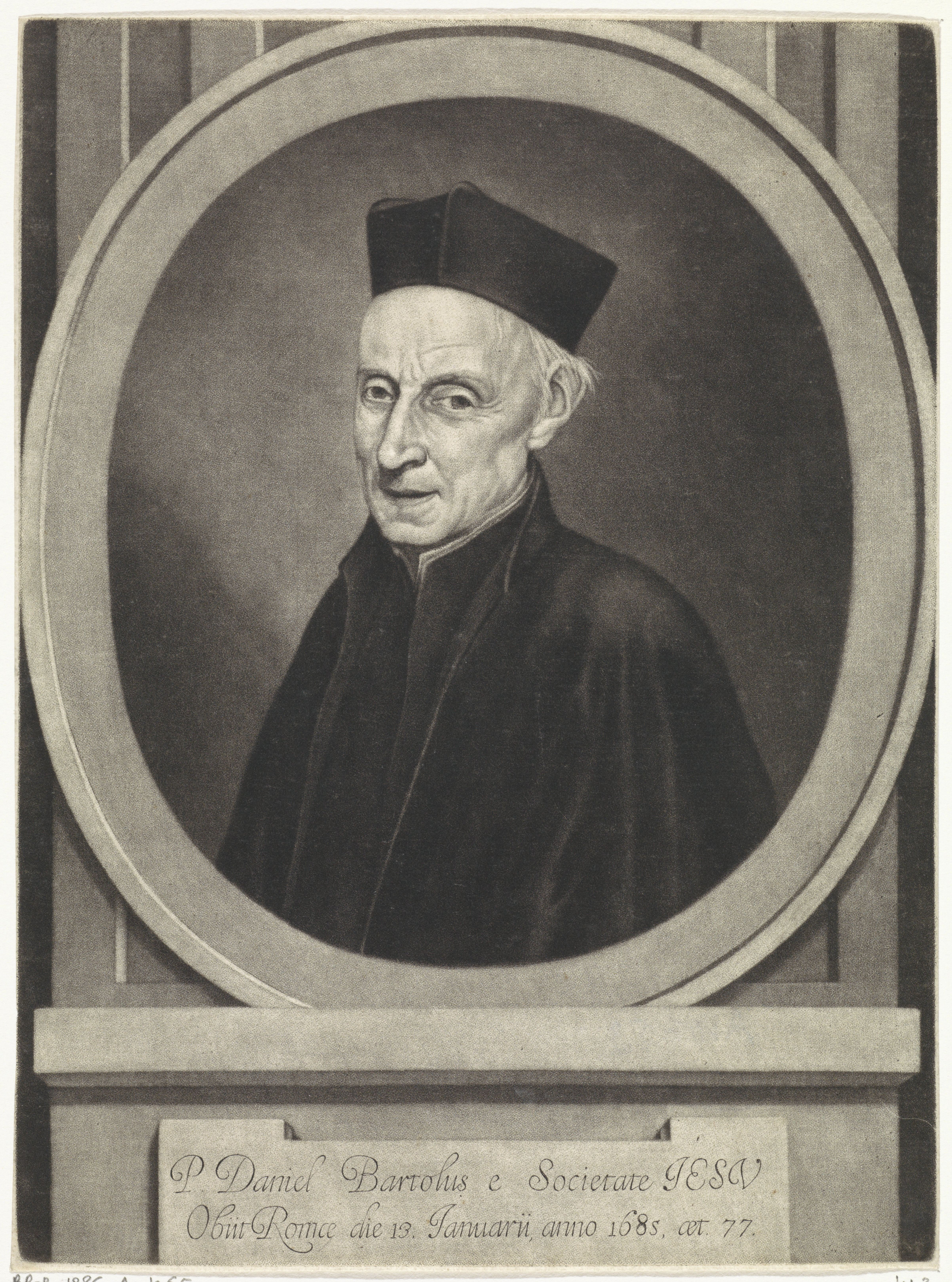
Porträt von Daniello Bartoli im Alter von 77 Jahren.

Daniello Bartoli S. J. (* 12. Februar 1608 in Ferrara; † 13. Januar 1685 in Rom) war ein italienischer Jesuit, Historiker und Schriftsteller der Barockzeit.
Bartoli schrieb eine Geschichte seines Ordens, die noch immer großen historische Wert hat (5 Bde., Rom 1663–73), asketische Schriften, ferner die physikalischen Abhandlungen über Gefrieren und Coagulieren, über Spannung und Druck, die ihm einen bleibenden Platz in der Geschichte der Physik verschafften.

## Leben
Bartoli wurde als jüngster von drei Söhnen einer Familie aus Ferrara geboren und trat mit 15 Jahren dem Jesuitenorden bei. In Parma legte er die drei Ordensgelübde des Armuts, der Keuschheit und des Gehorsams ab. Bereits während seines dortigen Philosophiestudiums unterrichtete er aufgrund seiner Begabungen Rhetorik. Nach seinem Studienabschluss 1633 begann Bartoli ein Theologiestudium, das er jedoch im Folgejahr vorläufig abbrach. Erst in Bologna und Mailand, wohin er versetzt wurde, setzte er sein Studium fort. Anschließend entsandte ihn sein Orden wieder nach Parma, wo er Philosophie unterrichten sollte; er selbst hatte zuvor vergebens den Wunsch formuliert, als Missionar zu wirken. Sein Wunsch erfüllte sich in den kommenden Jahren zumindest teilweise, da er ab 1637 als Prediger in italienischen Städten wie Piacenza, Neapel oder auch Rom in Erscheinung trat. Die Predigten von Daniello Bartoli aus dieser Zeit sind der Nachwelt nicht erhalten geblieben.
Nachdem er 1646 einen Schiffbruch bei Capri nur knapp überlebte, berief ihn der damalige General der Jesuiten Vincenzo Carafa zum Historiker des Ordens mit Tätigkeit in Rom. Nachdem ihm 1648 das Predigen endgültig untersagt wurde, begann er, sich der Geschichte des damals knapp 100 Jahre alten Jesuitenordens zu widmen. Bartoli arbeitete in den folgenden Jahren fast ununterbrochen und mit Leidenschaft an seinen Werken. Die Geschichte der Jesuiten verfasste er in mehreren Bänden, die nach den Kontinenten unterteilt waren, auf denen sie missionarisch aktiv waren. 1651 verfasste er zudem eine Lebensgeschichte des zwei Jahre zuvor verstorbenen Vincenzo Carafa, der ihn auf seine Position berufen hatte. 1671 wurde er Rektor des Collegio Romano, diesen Posten verließ er 1674 aus freien Stücken. Gegen Ende seines Lebens erlitt er einen Schlaganfall und starb Anfang 1685, kurz vor seinem 77. Geburtstag.
Daniello Bartoli interessierte sich auch in seiner Zeit als Historiker für Rhetorik und entwarf eine Figur des vernünftigen und modernen Intellektuellen seiner Zeit. Seine Werke widmeten sich vor allem den technischen und stilistischen Fragen des Schreibens. Wie die meisten Jesuiten seiner Zeit war er dem Humanismus nicht gänzlich abgeneigt.

## Werke

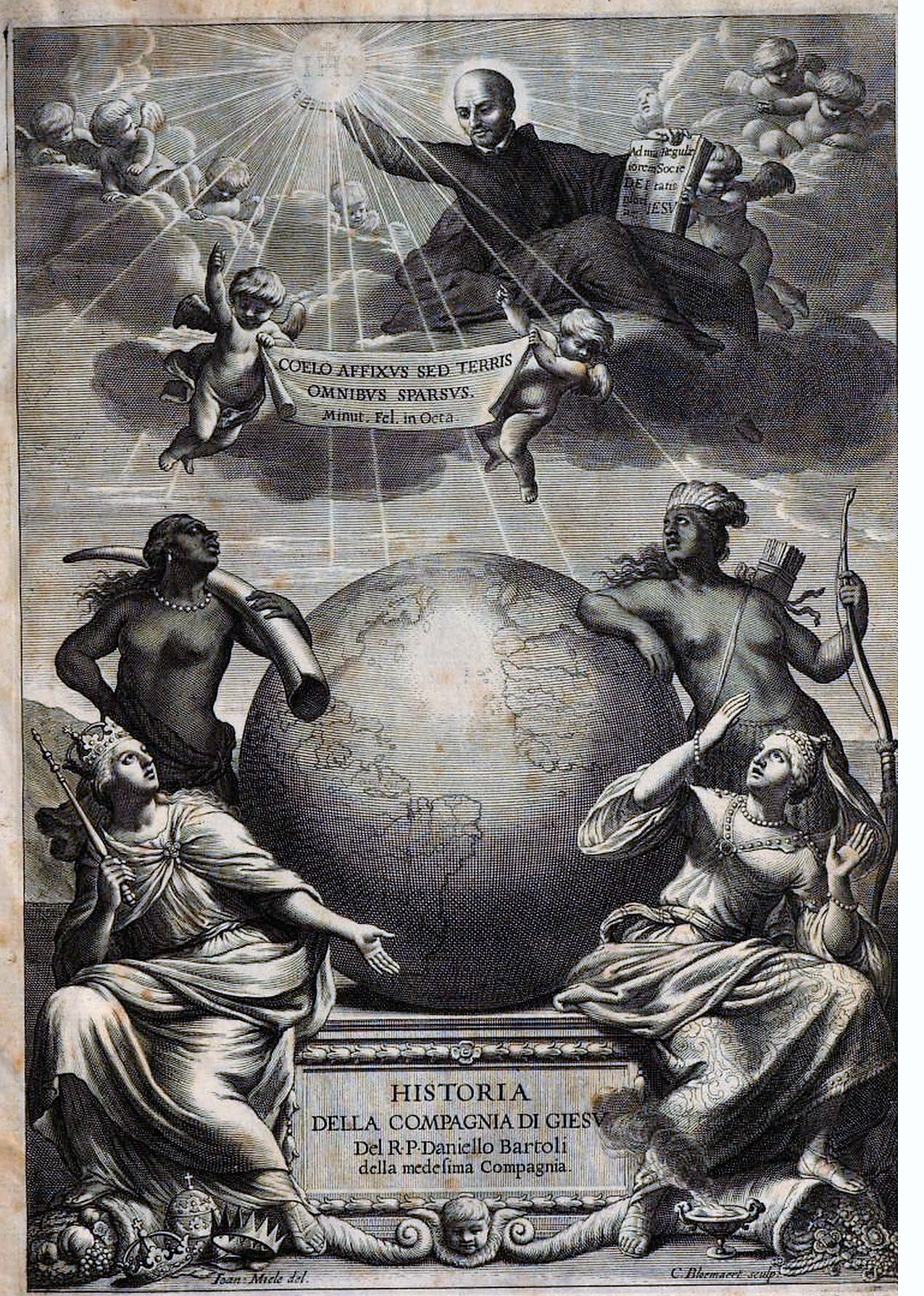
Historia della Compagnia di Giesu del R. P. Daniello Bartoli della medesima Compagnia Frontispiz von Jan Miel und Cornelis Bloemaert II (Rom: de Lazzeri) 1659

- Dell’huomo di lettere difeso ed emendato 1645
- La povertà contenta 1649
- Della vita e dell’istituto di s. Ignatio, fondatore della Compagnia di Gesù 1650
- Della vita del p. Vincenzo Caraffa, settimo generale della Compagnia di Gesù 1651
- L’Asia 1653
- Missione al gran Mogor del p. Rodolfo Acquaviva 1653
- L’Eternita Consigliera 1653
- Il torto ed il diritto del “Non si puo” 1655 (unter dem Pseudonym „Ferrante Longobardi“)
- La ricreazione del savio 1659
- Il Giappone, parte seconda dell’Asia 1660
- La Cina, terza parte dell’Asia 1663
- La geografia trasportata al morale 1664
- L’Inghilterra, parte dell’Europa 1667
- L’huomo al punto, cioe l’huomo al punto di morte 1669
- Dell’utlimo e beato fine dell’uomo 1670
- Dell’ortografia italiana 1670
- L’Italia, prima parte dell’Europa 1673
- Della tensione e della pressione 1677
- Del suono, dei tremori armonici, dell’udito 1679
- Del ghiaccio e della coagulatione 1682